# قرمان‌غازی (استان آتیرائو)
قرمان‌غازی (قزاقی: Құрманғазы) یک منطقه مسکونی در قزاقستان است که در استان آتیرائو واقع شده است. قرمان‌غازی ۱۳۴۰۰ نفر جمعیت دارد.